# 海岛恢复
島嶼生態復育，或稱海島生態系統的恢復（Ecological restoration of islands），是在島嶼或群島上，應用復育生態學的原理去重建海島生態價值的過程。海島因其獨特的隔離性，是眾多特有種生活的地方，亦是不少海鳥及部分海洋哺乳動物的繁殖場所。島嶼的生態系統非常脆弱，在受干擾下不易恢復，當中以因入侵物種所造成的遺害最大。像紐西蘭及夏威夷等的群島上的特有種就飽受傷害而瀕臨絕種。自1950年起，各地政府及組織就開始對其海島進行恢復工作，以還原原有的生態價值，或建成一適合其他特有種生活的避難所。因此，海島恢復其中一種最常進行的就是先清理所有入侵物種，並重新引入原生種。

## 島嶼、特有種及滅絕
自羅伯特·麥克阿瑟及愛德華·威爾遜於1970年發表《島嶼生物地理學》後，人們便開始認識到孤立的島嶼會產生較高的物種特有性。這種高比率的特有性的出現的原因在於隔絕（isolation）限制了新物種到達島嶼的可能性，令新物種能由其大陸近親中演化開來。以紐西蘭為例（人類到來之前），其鳥的種類中，有高達71%為特有種。除了高水平的特有性外，島嶼物種也常有獨特的生態特徵，在面對人類的干擾時特別脆弱。
很多島嶼物種在細小的島上演化，甚至是僅分佈在細小島嶼上的某種生境中。細小的族群數目令它們連極輕微的捕獵都承受不了，而狭窄的生境分布在面對生境的轉變或破壞時也令它們更顯脆弱。更甚者，島嶼物種常出現生態上的無知，這是因為它們過往沒有或只有單一的獵食者，因此它們往往失去面對其他捕獲者恰當的反應。這些結果常導致如鳥類失去飛行能力，或不尋常的溫順表現。以紐西蘭的鳥類為例，大如恐鳥般的草食性鳥類，其原始捕獲者為哈斯特鷹，因此它們只須具備抵抗此捕獵者的行為便足以自保；但在人類抵達紐西蘭後，僅在數個世紀內便將它們消滅殆盡。為人熟知的不會飛的渡渡鳥在人類的捕獵及活動壓力在，僅在200年間便被滅絕。有研究指太平洋島嶼上生活的已滅絕鳥類達2000種。紐西蘭則自公元2世紀後有近一半的鳥類滅絕。

## 海島恢復

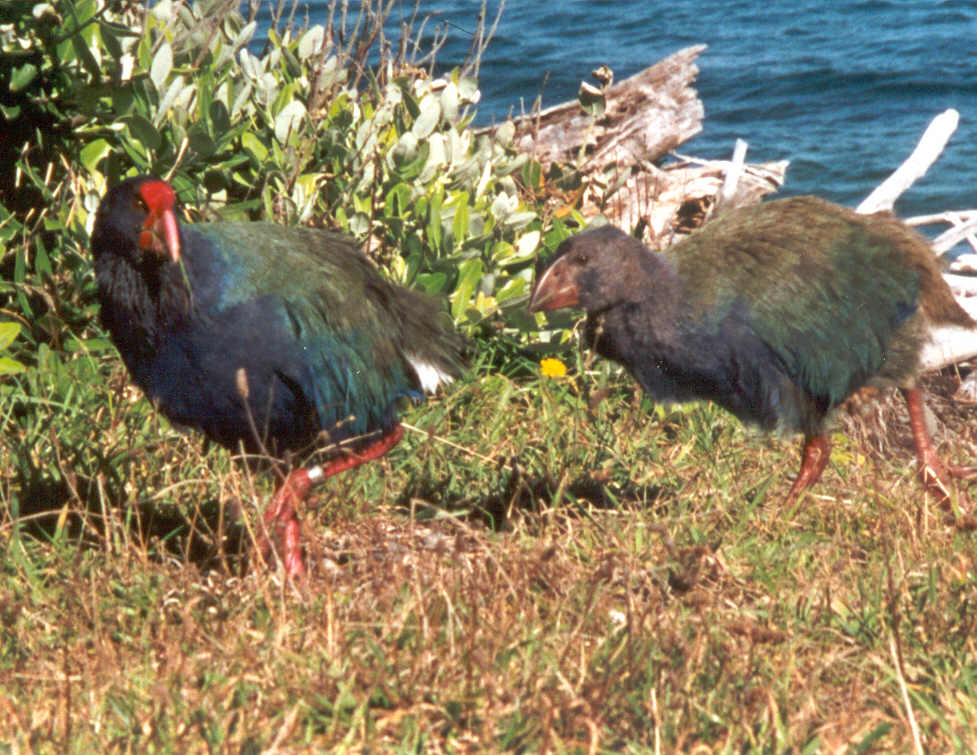
南秧雞在轉移至恢復後的海島上成功繁衍。圖片為在卡皮蒂島上生活的南秧雞

海島恢復活動常被認為是由紐西蘭自1960年代起開始，但其實世界各地也有不同的小型計劃在進行，如百慕達自1962年起便在楠薩奇島進行恢復活動。雖然，由紐西蘭保育部所執行的計劃是世界上其中一個最大型的計劃。海島恢復首先在居維葉島（Cuvier Island）上進行，當中清除了鼬、山羊、流浪貓，及於1993年，波利尼西亞鼠。是次計劃的成功令紐西蘭更積極在不同海島上報行恢復活動：除了保護上有特有種的海島外，如紅圓尾鸌，亦將部分靠近主島的海島進行恢復活動，並將部分未能在主島繼續存活的鳥種移到這些島上。例如在主島生活的南秧雞便無法避開流浪貓、狗的威脅，便會移到這些海島上生活。

### 根除引進物種
海島恢復其中一項重要工作便是根除入侵物種。由於入侵物種的出現往往是令原生動植物存活受到威脅的其中一個主因，因此移除它們成為恢復計劃的重要一環。海島也是進行清理活動的理想地點，因為當入侵物種被移除後，該地點再受此威脅的可能性便大減，只有被認為對將會移入的物種無害的物種才會被保留下來。物種清除活動既昂貴，亦很集中，所用的方法必須具針對性，而且不會對非目標物種構成太大傷害。流浪貓、山羊及三種鼠類被認為是傷害性最大的入侵物種。大型的物種、如山羊或豬等，一般可以捕獵的方式清除，如在毛里裘斯的龍德島上，所有的山羊便僅由一名的槍手處理。
要處理大型島嶼上的山羊，生物學家會利用頭羊，並將無線電裝上其身上。當它回到其群落後便能將整過群落處理掉。流浪貓一般需用不同的方法，包括需要有經驗的獵手，並需進行晚間搜獵活動。
基於鼠類的數量之多，施放陷阱的效用很低，因此唯一可行的方法只剩下施毒一途。透過人手或從空中投放，或是透過維護特定人餌誘站的毒藥數目以達致目的。這一方法在世界各地廣泛使用，例如福克蘭群島、熱帶太平洋及紐西蘭當中超過40個海島已透過此一方法而清理乾淨。
這一方法並不適用於原生物種與鼠類共生的環境中。諸如安那卡帕島及海峡群岛等海島中，原生物種也有機會攝食了誘餌。在一些太平洋的海島中，誘餌被一些陸蟹清理掉。雖然這些毒藥對陸蟹沒有傷害性，但卻令工作人員誤以為誘餌已被鼠類攝食掉。